# Huset Frankopan
Frankopan eller Frankapan (ungerska: Frangepán, italienska: Frangipani), även kallade grevarna av Krk, var en framstående och inflytelserik kroatisk adelsfamilj från medeltiden fram till slutet av 1600-talet. Ätten regerade över ön Krk, norra kustlandet och Gorski kotar. Deras ägor sträckte sig ända till Karlovac när de stod på höjden av sin makt. Ätten räknade sina anor från ätten Frangipane och i förlängningen den romerska familjen Anicii. Tillsammans med familjen Zrinski med vilka de var ingifta anses de ha varit en av de mäktigaste adelsfamiljerna i det medeltida Kroatien.
Flera medlemmar ur familjen regerade över Kroatien med titeln ban (vicekung) och liksom Zrinski kom ätten att lämna ett starkt avtryck på Kroatiens politiska, ekonomiska och kulturella historia.

## Historia
Familjen tros ursprungligen vara från orten Vrbnik på Krk och borgen Gradec, idag en ruin vid Risika, tros vara deras stamborg. Den första kända stamfadern var Dujam I som 1163 slöt ett avtal med Venedig om att som venetiansk vasall styra över ön Krk.
Under flera århundraden kom familjen att spela en avgörande roll i Kroatiens politiska och ekonomiska historia. Familjen kom att höra till en av de största jordägarna i riket och försvarade sina domäner från de i sydöst framryckande osmanerna. Sedan Kroatien 1527 inlemmats i det habsburgska riket motarbetade familjen den österrikiska centralismen och absolutismen vilket kulminerade i den så kallade Zrinski-Frankopankonspirationen. Som en konsekvens av denna avrättades den sista medlemmen på svärdssidan Fran Krsto Frankopan den 30 april 1671.

## Framstående medlemmar inkluderar
- Ivan Frankopan, ban av Kroatien
- Nikola Frankopan, ban av Kroatien 1426-1432
- Nikola Frankopan, ban av Kroatien
- Stjepan Frankopan, ban av Kroatien
- Krsto Frankopan, ban av Kroatien 1527
- Katarina Zrinska, dotter till ban Vuk Krsto Frankopan, gifte sig 1543 med Nikola Šubić Zrinski
- Franjo Frankopan, ban av Kroatien 1567-1573
- Nikola Frankopan, ban av Kroatien 1617-1622
- Fran Krsto Frankopan, upprorsledare tillsammans med Petar Zrinski

### Fotnoter
1. 1 2  Krk.hr (kroatiska)
2. ↑  Risika.info Arkiverad 4 november 2013 hämtat från the Wayback Machine. (kroatiska)